# Großsteingräber bei Müggenhall
Die Großsteingräber bei Müggenhall sind drei megalithische Grabanlagen der jungsteinzeitlichen Trichterbecherkultur bei Müggenhall, einem Ortsteil von Franzburg im Landkreis Vorpommern-Rügen (Mecklenburg-Vorpommern). Sie tragen die Sprockhoff-Nummern 510–512. Zwei der Gräber wurden 1953 unter Leitung von Willy Bastian archäologisch ergraben. Die Funde befinden sich heute im Stralsund Museum.

## Lage
Die Gräber befinden sich gut 200 m südwestlich von Müggenhall. Sie sind grob in einer nordost-südwestlich verlaufenden Reihe angeordnet, die annähernd parallel zur heutigen Triebseer Straße verläuft. Die drei Anlagen sind etwa 125 m voneinander entfernt.

## Beschreibung

### Grab 1

#### Architektur
Grab 1 besitzt eine ost-westlich orientierte Grabkammer, bei der es sich um ein Ganggrab vom Untertyp Holsteiner Kammer handelt, die ursprünglich von einem Rollsteinhügel ummantelt war. Die Kammer hat eine Länge von etwa 6 m, eine Breite von 1,6 m im Osten bzw. 2,1 m im Westen und eine lichte Höhe von 1,15 m. Die Kammer bestand ursprünglich wahrscheinlich aus fünf Jochen. In situ erhalten waren 1953 noch alle vier Wandsteine der südlichen Langseite, die drei westlichen Wandsteine der nördlichen Langseite sowie der westliche Abschlussstein. Der westliche Deckstein lag auf dem nordwestlichen Wandstein und einer in den Gang gestellten Steinplatte auf. Er hat eine Länge von 2,2 m, eine Breite von 2 m und eine Dicke von 1,7 m. Die östlichen Wandsteine der nördlichen Langseite, der östliche Abschlussstein und die restlichen Decksteine fehlten. Nach älteren Literaturangaben dürften sie bereits vor 1700 gesprengt worden sein. Die Kammer macht mittlerweile einen leicht anderen Eindruck als 1953. Der Deckstein ist in die Kammer gesunken und der dritte Wandstein der Nordseite fehlt oder wurde verlagert.
Zwischen dem ersten und zweiten westlichen Stein der Südseite befindet sich der Zugang zur Grabkammer. Er besteht aus einem Wandsteinpaar sowie zwei schmalen Platten, die ihn mit der Südseite der Kammer verbinden. Die Zwischenräume der Wandsteine sowie zwischen Gang und Kammer waren sorgfältig mit Zwickelmauerwerk aus kleinen Steinplatten ausgefüllt, das von außen durch einen Mantel aus Erde abgestützt war.
Die Grabkammer wurde in ihrem Inneren durch senkrecht gestellte Steinplatten in fünf Zonen gegliedert: Dies war zunächst ein Innengang als Fortsetzung des Zugangs. Östlich davon verlief eine Doppelreihe von Steinplatten, welche die Kammer in einen schmalen Mittelgang und zwei Längskammern unterteilte. Diese mündeten im östlichen Teil der Kammer in einen kleinen Bereich, der wieder die ganze Breite einnahm. Westlich des Innengangs standen zwei Steinplatten, die eine Nische bildeten und einen kleinen Raum abtrennten. Die südliche Platte stützte den Deckstein, die kleinere nördliche ragte nur bis zu etwa einem Drittel der Kammerhöhe. Dieser Westraum scheint in einer zweiten Bauphase angelegt worden zu sein. Die südliche Platte übernahm hierbei die Stützfunktion des südwestlichen Wandsteins, der aus seiner ursprünglichen Position leicht nach Südwesten gedreht worden war, um den Westraum von außen erreichbar zu machen.
Das Pflaster der Kammer besteht aus gestampftem, anstehendem Lehm sowie einer Schicht aus Steinplatten im Gang bzw. Schotter im Mittelgang und der südlichen Längskammer sowie nicht erhaltenem Geröll im östlichen Kammerbereich. Unter dem Schotter im mittleren Kammerbereich wurden zudem Feuerspuren entdeckt.

#### Funde
Aus dem Grab und seiner unmittelbaren Umgebung stammen zahlreiche Funde, die sowohl der Trichterbecherkultur als auch der Kugelamphoren-Kultur angehören. In der Hügelschüttung vor dem Eingang wurden die Scherben zweier Trichterbecher entdeckt. Im Ostteil der südlichen Langkammer lagen die Reste einer verzierten Schale gemeinsam mit einer querschneidigen Pfeilspitze und zwei abgebrochenen Feuerstein-Klingen. In der Nische direkt westlich des Inneneingangs wurde eine weitere Schale zusammen mit drei axtförmigen Bernstein-Perlen und einer querschneidigen Pfeilspitze entdeckt. In der folgenden, sich in den Westraum öffnenden Nische fand sich eine Schale mit Bernsteinbrocken. Wohl aus dem südwestlichen Gang stammt ein verzierter Napf. An der Nordwand des östlichen Kammerbereichs stand ein verziertes einmerartiges Schultergefäß. Am Ostende des Mittelgangs standen ein doppelkonisches Gefäß und zwei Näpfe. Es folgte westlich eine Gruppe aus einem Kugelgefäß, einem schlauchförmigen Gefäß und dem Halsrest einer Kugelamphore. Noch weiter westlich standen zwei weitmundige Gefäße. Ebenfalls im Mittellagen lagen ein dicknackiges Feuerstein-Beil und ein Feuerstein-Meißel. In der nördlichen Langkammer wurden eine unverzierte Kugelamphore, ein Flachbeil aus Feuerstein und zwei querschneidige Pfeilspitzen entdeckt. Nicht dokumentiert wurden die Fundorte von zwei Schalen, einem Napf, mehrerer Keramikscherben, dem Bruchstück eines Feuersteinmeißels, elf Feuersteinklingen, zwei Feuersteinmessern, drei Abschlägen und fünf Klingenkratzern.

### Grab 2

#### Architektur
Bei Grab 2 handelt es sich um einen ost-westlich orientierten Urdolmen, der ursprünglich von einem Rollsteinhügel umgeben war. Der westliche Abschlussstein und der Wandstein der nördlichen Langseite stehen noch in situ. Die beiden anderen Wandsteine wurden um 1700 gesprengt. der südliche Stein fehlt, der östliche liegt zerbrochen neben der Kammer. Der Deckstein ist ins Innere der Kammer gerutscht. Er hat eine Länge von 2,58 m, eine Breite von 1,7 m und eine Dicke zwischen 0,5 m und 0,75 m. Er weist mehrere Schälchen auf. Die Kammer hat eine Länge von 2,34 m, eine Breite von 1,26 m und eine lichte Höhe von etwa 1,44 m. Die Ecken der Wandsteine waren mit Zwickelmauerwerk aus kleinen Steinplatten verkleidet. Der östliche Wandstein verdeckte ursprünglich nur die nördliche Hälfte der Ostseite. An der südlichen Hälfte befand sich der Zugang. Dort wurden ein Schwellenstein und ein Verkeilstein gefunden. Der Westteil der Kammer ist mit Steinplatten gepflastert.

#### Funde
Im Urdolmen traten deutlich weniger Funde zutage als im Ganggrab, da die Kammer bereits um 1700 ausgeräumt worden war. Bei den Funden handelte es sich um Scherben eines Trichterbechers, den Oberteil eines schlauchartigen Gefäßes der Kugelamphoren-Kultur, eine querschneidige Pfeilspitze, eine abgebrochene Feuerstein-Klinge sowie mehrere unbestimmte Keramikscherben.

### Grab 3
Grab 3 ist stark zerstört und wurde bislang nicht näher untersucht. Es sind lediglich drei große Steine zu erkennen, die keine genauen Rückschlüsse auf die Größe oder den Typ der Grabkammer zulassen.